# Ослан-Мурза
Ослан-Мурза (Аслан-Мурза Челибей) — мурза, знатный татарин из Золотой Орды, родоначальник многих дворянских родов.

## Биография
Выехал на службу в Москву к московскому великому князю Дмитрию Ивановичу Донскому (1389), с 300 татарами своего знамени (тамги). В Москве принял святое крещение с именем Прокопия. Сам великий князь Дмитрий Иванович был ему восприемником и пожаловал за выезд город Кременеск, близ Медыни. Женил его на дочери своего ближнего человека, стольника Зотика Житова — Марии Зотовне Житовой. По одной из версий, Ослан-Мурза Челибей один из эмиров Сараевских, которые, вследствие завоевания и разграбления Сарая Огланом-Булатом, по показанию Ибы-Халдуна: "разбрелись в разные стороны .... и отправились в пограничные области и утвердились там" (1385/86). Павловы, идущие от Ослан-Мурзы, считали годом выезда родоначальника (1365), что отмечено в показаниях статского советника Василия Андреевича Павлова (1792). Город Кременск не долго удержался в роду Ослан-Мурзы, же (1480) он более не принадлежал его потомкам, которые около этого времени были переселены в Козельск, Тулу и Коломну.
У Ослана-Мурзы Прокопьевича было пять сыновей:
1. Арсений Прокопьевич прозванием Исуп (Иосиф) — родоначальник Арсеньевых, сын его Иван Арсеньевич — родоначальник дворянского рода Исуповых.
2. Яков Прокопьевич прозванием Кременец (очевидно по пожалованному г. Кременеск) — родоначальник дворянских родов Яковцевы, Кременецкие и Ждановы.
3. Лев Прокопьевич прозванием "Широкий рот" — родоначальник дворянских родов Ртищевы, Комовы (по версии В.А. Павлова прозвание "Кривой рот").
4. Фёдор Прокопьевич — родоначальник дворянского рода Сомовы.
5. Павел Прокопьевич — родоначальник одного из дворянских родов Павловы[5][2].

## Этимологияимени
По объяснению барона В.Р. Розена — Ослам (Аслам, Аслан, Руслан, Еруслан) — имя, часто встречающееся у тюркских народов и обозначает "Лев" или "Хищный зверь".
Мурза — аристократический титул в тюркских государствах и обозначает "Принц", "Князь", "Молодой князь" и когда поставлен позади имени, то указывает на происхождение от царствующих ханов.
Челебей — имя, в которое заложен аристократический титул Бей (Бек), который шёл вторым после титула Хан.           Челе-бий — обозначает "очень знатный".
Полученное крестильное имя Прокопий часто давалось Дмитрием Донским знатным иноземным выходцам, Дмитрий Донской же основал придел в честь святого Прокопия в соборе Спаса на Бору в г. Москва.